# Panyola
Panyola község Szabolcs-Szatmár-Bereg vármegyében, a Fehérgyarmati járásban.

## Fekvése

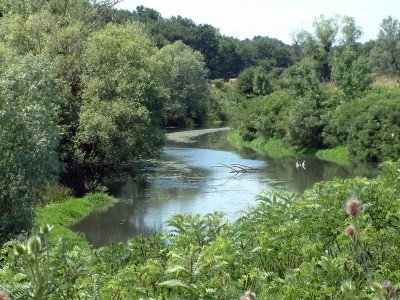
A Túr Panyolánál

A Szatmári-síkságon, a Tisza-Szamos-közben fekszik, közvetlenül a Szamos folyó jobb partján, a torkolattól mintegy 12 kilométerre délre. Mellette folyik el a Túr szabályozott vízhozammal és 3 kilométerre északra a Tisza. E három folyó felszínalakító munkája eredményeként alakult ki az egyhangúnak nem nevezhető táj.
A folyók mellett az ásványi anyagokban gazdag hordalék-lerakódások következtében jó minőségű termőtalajok, míg a mélyebb fekvésű részekben mocsarak keletkeztek. Különösen áradás idején a Tisza egyidejű magas vízállása miatt lelassul a Túr folyása és tartósan elönthet egyes határrészeket. Ilyen terület volt az északkeletre lévő Túr-erdő, amelyet a 17. századi térképeken vízállásosnak, erdőfoltosnak ábrázoltak.
A táj ma már csak töredékeiben őriz valamit eredeti arculatából, mert az ember természet-átalakító tevékenységével kedvezően és ellenkezőképp is megváltoztatta azt. A folyószabályozások, a holt patakmedrek besimítása, a holt folyómedrek művelésbe fogása, gátépítések, erdőirtások és a csatornázások a természeti környezet eltűnését eredményezték.
A település határát északon a Tisza, dél-délnyugaton a Szamos zárja le. A 19-20. században jelentős határváltozások, illetve határrendezések történtek, különösen a folyószabályozások, majd a közelmúltban összevont termelőszövetkezetek kialakítása, majd szétesése miatt. A község közigazgatási területe: 1223 hektár.
A szomszédos települések: észak felől Jánd, északkelet felől Gulács, kelet felől Kisar, délkelet felől Kérsemjén, nyugat felől Szamosszeg, északnyugat felől pedig Olcsvaapáti Vsak igen kevés híja van annak, hogy nem határos kelet-délkelet felől még Nábráddal is.

### Megközelítése
Csak közúton érhető el, Szamosszeg vagy Kérsemjén felől a 4118-as, Olcsvaapáti felől pedig a 4119-es úton.

## Története
Területe a honfoglalást megelőző időben is lakott hely lehetett. A halászó-vadászó, később földművelő-állattenyésztő ember számára a környék jó lehetőségeket biztosíthatott, amit a honfoglalók is kihasználtak.
A település néveredete bizonytalan. Nem valószínű, hogy az első birtokosairól kapta a nevét.
Első okleveles említése 1247-ből ismert. Nevét írták Ponula, Kisponula (1379), Ponyala, Panyola(1382) és Panyla alakban is.
Birtokosai a honfoglalást követő másfél évszázadban a Balog-Semjén nemzetség tagjai voltak, akiknek nevét a szomszédos Kér és Semjén is őrzi (ma Kérsemjén és Szamoskér). "A három település – Kér, Semjén, Panyola – közül Panyoláé az elsőbbség, ugyanis ennek anyaegyháza van s azt Szent Miklósnak szentelték" – írta Maksay Ferenc A középkori Szatmár vármegye című, 1940-es kiadású művében.
Az oklevelek tanúsága szerint a település a Balog-Semjén nemzetséghez tartozó első birtokos család tulajdona volt 1247-ig. Ekkor Tompa fia Benedek, Ubul fia Mihály és Panyala Péter osztozkodtak rajta. A falu életét beárnyékolta a földesurak marakodása.
1285-ben a Panyolaiak IV. László királytól engedélyt kértek, hogy ide várat építhessenek. Meg is kapták, és a Szamoson leszállított kőből és mészből megépítették azt.
1292-ben a Panyolaiak itt lakó ága, többek tiltakozása ellenére eladta a birtokot a lerombolt vár helyével és két hajtómalommal a Borsa nemzetségbeli Kopasz erdélyi vajdának. Ottó király rendeletére 1307-ben visszakapta a család, de ettől fogva a rokon Kállayakkal elkeseredett határperek sorozata folyt, olyannyira, hogy a Kállayak és Panyola Péter királyi ítélet alapján párbajt vívtak a birtokért.
1379-ben I. Lajos parancsára az olasz hadjárat miatt a pert elhalasztották, de a Panyolaiak 1405-ben elfoglaltak részeket a közös birtokból.
1415-ben Panyolai Zsigmond török fogságba került, felesége és gyermekei eladták birtokukat Panyola Lucának és leányainak.
1424-ben Kállay Miklós kapott benne részt.
1427-ben Luxemburgi Zsigmond király (1387-1437) Kállay Jánosnak adományozta az egészet, mely a 19. század végéig állandó Kállay-birtok.
Sokáig Szabolcs vármegyéhez tartozott, mivel a birtokközpont Kálló volt. 1806-ban visszakerült Szatmár vármegyéhez.
Későbbi időkben a Kendék és a Dessewffyek is részeltek határából. Az elszegényedő és elköltöző földbirtokosoktól a helyiek vásárolták meg a földeket. A kérsemjéni központú Kállay-birtok Panyola felé eső része is a panyolai gazdák tulajdonába kerül 1920-1944 között.
A községnek nincsenek híres történelmi nevezetességei, itt nem születtek nagy hadvezérek, költők, politikusok, híresebb csata sem zajlott. Mégis, miközben az itt élők viaskodtak földjükért, megélhetésükért, nevelték és tanították gyermekeiket, közvetve vagy közvetlenül részesei voltak azoknak a nagy eseményeknek, amelyeket a történelemből ismerünk.

### Amiről a régészeti emlékek tanúskodnak
Panyola és környéke természeti adottságai már az őskortól jó lehetőséget biztosítottak az emberi települések kialakításához. A síkságból kiemelkedő tereprészeken jó szálláshelyet találtak az erre vándorló népek is. Az ellenség támadásairól a ma is élő folyók, az időszakosan megtelt holt patakmedrek (halvány) és mocsarak is védték őket. Ezek nyomai ma is megtalálhatók.
Vásármező-domb
Több mint kétszáz évvel ezelőtt egy rejtélyes "domb", a Vásármező-domb hívta fel magára a lakosság figyelmét azzal, hogy annak idején egy Simon István nevű gazda az itt talált aranypénzből lett hirtelen nagygazdává. A községtől északnyugatra 2 kilométerre, a környező szinttől 14 méterrel kiemelkedő természetes képződmény felszínén az 1960-as években 2 cserépedény-darabot, pattintott kova és obszidián eszközöket találtunk, amelyeket a Beregi Múzeumba szállítottak be. A domb neve már 1402-ben Wasarmezew alakban előfordul.
Ásott-fok
1964 után Széles Gyula kutatásai révén vált ismertté ez a terület, ahol akkoriban még nagyobb méretű cseréptöredékek, eszközök bőven voltak a felszínen, de idővel, a nehézgépes talajműveléssel nagy részük felaprózódott. Az 1990 óta folyó ásatások bizonyító leletei szükségessé tették a terület védelem alá helyezését és jelenleg a Hortobágyi Nemzeti Park felügyeli. Jelentős feltáró munkát végeztek dr. Erdélyi István és dr. Szimonova Eugénia kutatók. Az ásatások betekintést engedtek az itt élők mindennapjaiba (háziállatcsontok, üveg, orsókarika, kovácsműhely, gabonamag).
Zsarókerti faépítmény
Jelentősebb régészeti objektum a ma már partvédő kőfallal elzárt zsarókerti faépítmény a Tisza medrében, illetve partfalában. Csak alacsony vízállásnál volt látható és bontható. Valamikor Kisarhoz tartozott az erdős-kertes terület, ott egy 1944-ben tartott egyházi vizitáció rendelkezéseiben Sárókertnek említették.
1931. szeptember 1-jén fedezte fel Sőregi János, a debreceni Déri Múzeum igazgatója a Tisza-partból kiálló gerenda- és cölöpsort, melynek kibontogatását a vízállás engedte évszakokban panyolai munkásokkal végeztették el. A nagyobb árvizek a 6 méter magas partfal leszaggatásával, alámosással tették szabaddá a régen minden bizonnyal erős cölöpépítményt, melynek hosszát, alakját megbecsülni nem sikerült az 1943. évig tartó ásatások során. Az itt élők – akik az ásatások előtt és után évtizedeken át le-lefaragták és elhordták a faanyagot – mintegy 100 métert meghaladóra becsülték. Építési idejét sem ismerjük. Sőregi úgy vélte, hogy erős favár, faerődítmény állt itt, amihez hasonló szűkebb hazánkban másutt nem került elő. Némelyek úgy vélték, hogy a maradványok hajdan úttest, malomgát, partvédőmű stb. részei lehettek, de az építési szerkezet kizárja ezen teóriákat. A faszerkezeten belül cölöpépítmények maradványai is előkerültek.
A panyolaiak az ásatási munkákat Attila sírjának kutatásával hozták kapcsolatba, amihez a három folyót vették igazoló ténynek.
Remeteszeg
A Tisza bal partján, Kisar felé, a folyó árteréből kiemelkedő tereprészen lévő település volt Remeteszeg. A máig élő szájhagyomány szerint "falu volt kolostorral, ami elsüllyedt, de harangja minden hetedik évben megszólal." Már egy 13. századi oklevél említi a települést, de a 15. században a települést elhagyták.
Az 1979-ben végzett leletmentő ásatás, melyet Németh Péter megyei múzeumigazgató irányított, bizonyította, hogy Árpád-kori és középkori falu volt. A templom alapjainak mérete és kolostorának maradványai, a talált cserép- és kőtöredékek arra engednek következtetni, hogy rangos település lehetett egykor. Amiért elhagyták, az a folyó szorítása – szinte elmosta –, de külső pusztulás sem elképzelhetetlen (tatárbetörések).
Miután a Tisza szabályozással ide került, a panyolaiak sok téglát hazahordtak innen építkezéseikhez, azt is tartottak róla, hogy téglaégető hely volt.

## Közélete

### Polgármesterei
- 1990–1994: Nagy László Barna (SZDSZ-MSZP-FISZ)[3]
- 1994–1998: Nagy László Barna (független)[4]
- 1998–2002: Nagy László (független)[5]
- 2002–2006: Nagy László (független)[6]
- 2006–2010: Muhari Zoltán (független)[7]
- 2010–2014: Muhari Zoltán (Fidesz-KDNP)[8]
- 2014–2019: Muhari Zoltán (Fidesz-KDNP)[9]
- 2019–2024: Muhari Zoltán (Fidesz-KDNP)[10]
- 2024– : Muhari Zoltán (Fidesz-KDNP)[1]

## Népesség
A település népességének változása:
| Lakosok száma | 616  | 609  | 606  | 557  | 478  | 485  | 470  |
|               | 2013 | 2014 | 2015 | 2021 | 2022 | 2023 | 2024 |

2001-ben a település lakosságának 99%-a magyar, 1%-a cigány nemzetiségűnek vallotta magát.
A 2011-es népszámlálás során a lakosok 86,1%-a magyarnak mondta magát (13,9% nem nyilatkozott). A vallási megoszlás a következő volt: római katolikus 2,3%, református 77,2%, görögkatolikus 1%, felekezeten kívüli 0,2% (18,6% nem válaszolt).
2022-ben a lakosság 94,6%-a vallotta magát magyarnak, 0,6% cigánynak, 0,4% ukránnak, 1,3% egyéb, nem hazai nemzetiségűnek (5,4% nem nyilatkozott; a kettős identitások miatt a végösszeg nagyobb lehet 100%-nál). Vallásuk szerint 4% volt római katolikus, 64,6% református, 2,5% görög katolikus, 4,2% felekezeten kívüli (24,7% nem válaszolt).

## Nevezetességei
- Református templom

## Külső hivatkozások
- Panyolai Elixír – Gyümölcspálinkák Szatmárból
- Panyola önkormányzatának hivatalos honlapja
- Panyola – Egy különleges falu a végeken https://www.nlcafe.hu/ezvan/20070815/egy_kulonleges_falu_a_vegeken/